# Magic Grandad
Magic Grandad es un programa educativo que se emitió originalmente en la sección Watch de BBC Two Schools durante 1995. En el programa, Magic Grandad, interpretado por Geoffrey Bayldon, llevó a sus pequeños nietos, interpretados por Kristy Bruce y James Moreno, al pasado para ver eventos históricos y personas como el Gran Incendio de Londres o Florence Nightingale. Cheryl Hall también protagonizó el programa como la madre de los niños.
Se decía que el programa hacía que el aprendizaje de la historia fuera "divertido para los jóvenes" y estaba dirigido a niños de 4 a 7 años. Durante su apogeo, muchas escuelas de Inglaterra utilizaron el programa para enseñar historia a los niños pequeños. Fue muy popular e influyente entre los niños de escuela primaria. El programa se emitió en dos series en 1993 y 1994, una con temas históricos y otra con personajes históricos, aunque se repitió en la televisión durante varios años después de su finalización.
En 2003, se rehizo una nueva versión con un nuevo elenco para BBC Two . En los años posteriores al programa, se lanzaron varios artículos educativos en el Reino Unido, incluido un CD-ROM titulado Magic Grandad's Seaside Holidays, diseñado para que los alumnos de Key Stage 1 aprendieran sobre historia de la misma manera que les enseñó el programa de televisión. Escrito por Susan Bolton, el disco está diseñado para que los profesores de escuelas infantiles enseñen a sus alumnos durante las lecciones de historia. 
En 2003, se lanzó una nueva versión interactiva del programa en CD-ROM. De acuerdo con el concepto original del programa de televisión anterior, permitía a los usuarios viajar en el tiempo mientras presentaba los elementos interactivos descritos como extras. La principal diferencia fue que el elenco ahora aparecía en formato digital.  
Los episodios que se mostraron en el año 2001 fueron los siguientes de 1. "El Paseo" o facturado "El Paseo Y Los Recuerdos" el 19 de enero de 2001, 2. "La Playa" o facturado "En La Playa" los días 24 de enero de 2001 y 3. "Entertainment" o facturado "The Pier" el 31 de enero de 2001, protagonizado por Miriam Margolyes como la abuela.